# Los maridos de River Song
Los maridos de River Song (The Husbands of River Song), es el título de un episodio especial navideño de Doctor Who, el undécimo especial navideño, emitido el 25 de diciembre de 2015. Supuso la primera aparición de Alex Kingston como River Song junto a Peter Capaldi como el Duodécimo Doctor, y la primera aparición de Matt Lucas como Nardole, aquí como un personaje secundario.

## Argumento
Es el día de Navidad del año 5343 en la colonia humana de Mendorax Dellora. Nardole (Matt Lucas), un sirviente, confunde a El Doctor con un médico contratado por River Song (Alex Kingston) para que atienda a su agonizante marido, el rey Hydroflax (Greg Davies). River, que todavía no conoce al Duodécimo Doctor, no le reconoce, mientras él se va enfureciendo cada vez más por los coqueteos de River con su marido. River le explica la operación que debe hacerle: debe sacar de la cabeza de su marido un diamante, el Halassi Androvar, el diamante más valioso del universo, que está alojado en su cerebro y le está matando. River no quiere salvar a su marido, solo quiere hacerse con el diamante. Pero Hydroflax les ha oído, y colocando su cabeza en su cuerpo cyborg, inicia la persecución contra ellos.

### Continuidad
- Ramone (Phillip Rhys Chaudhary) muestra al Doctor un álbum de fotografías de las doce encarnaciones anteriores del Doctor, un álbum que River mencionó poseer en El tiempo de los ángeles.[2] River no reconoce al Duodécimo Doctor como "el" Doctor porque "tiene límites", haciendo referencia a la regla de las doce regeneraciones del Doctor que se mencionó por primera vez en The Deadly Assassin.[3]

- A medida que lee el diario de River, Flemming (Rowan Polonski) menciona muchas de sus aventuras junto al Doctor: la apertura de la Pandórica ( "La Pandórica se abre"), la caída de la Byzantium (mencionada por primera vez en "Silencio en la biblioteca" y mostrado en pantalla en "El tiempo de los ángeles/Carne y piedra") el pícnic en Asgard ("Silencio en la biblioteca"), un encuentro con Jim el Pez ("El astronauta imposible"), y su viaje más reciente - a un lugar llamado "Manhattan" ("Los ángeles toman Manhattan").[4][5][6]

- El Doctor le dice a River que "cada Navidad es la última Navidad", repitiendo lo que en un sueño Danny Pink le dice a Clara Oswald en "La última Navidad".[5][6]

- Cuando el Doctor le reprocha a River sus "matrimonios", River le recuerda al Doctor algunos de los suyos: Isabel I de Inglaterra  (mencionada por primera vez en "El fin del tiempo y descrita en "El día del Doctor", Marilyn Monroe ("Un cuento de Navidad (Doctor Who)") y Cleopatra en ambos casos ("Los maridos de River Song").[6]

- En el restaurante de Darillium, El Doctor le da a River un regalo: el destornillador sónico que utilizará en "El bosque de los muertos".

- Los detalles del último encuentro del Doctor con River en las torres cantantes de Darillium que fueron mencionados originalmente en "El bosque de los muertos" se muestran aquí, El Doctor dice que se ha cortado el pelo y lleva su mejor traje ("Aparetiste en mi puerta, con un nuevo corte de pelo y un traje"). Mientras las torres cantaban, el Doctor derrama una lágrima ("Las torres cantaron y tú lloraste"), y se niega a decirle que esta es su última noche juntos antes de su muerte ("No me dijiste por qué, pero supongo que sabías que era la hora. Mi hora.").[6][7] River menciona que el Doctor lo había pospuesto varias veces, uno de los cuales fue mostrado en el mini-episodio "Last Night", perteneciente a la serie de 5 mini-episodios "Night and the Doctor".[8]

- El Doctor usa las muletillas "Hello, Sweetie" y "Spoilers" ( traducidas habitualmente en español como: "Hola, Cielito" y "Destripe") de River.[5][6] La última línea de River con el Doctor es "Te odio", a lo que el Doctor responde "No, no lo haces". Ésta fue una broma recurrente entre River y el Undécimo Doctor, por ejemplo en "El astronauta imposible".[9][10]

## Emisión y recepción
El episodio se estrenó en cines en Estados Unidos el 28 y 29 de diciembre. En el cine se añadió una entrevista con Alex Kingston y un minidocumental de cómo se hizo el episodio.

## Recepción de la audiencia
El episodio tuvo una audiencia oficial de 7,69 millones de espectadores en Reino Unido, lo que fue la audiencia más baja de un especial navideño desde el regreso de la serie en 2005. Fue el octavo programa más visto de la semana y el séptimo del día de Navidad. La audiencia nocturna fue de 5,77 millones con un 29,4% del total de la audiencia a las 17:15h. La puntuació de apreciación fue de 82.

### Recepción de la crítica
El episodio recibió críticas muy positivas y ganó en la 42.ª edición de los Premios Saturn el premio al mejor programa de televisión. Alex Kingston fue nominada al premio Saturn a la mejor estrella invitada en televisión.

## Publicaciones comerciales
Los maridos de River Song se publicó en DVD y Blu-Ray el 25 de enero de 2016 en la región 2, el 27 de enero de 2016 en la región 4, y el 23 de febrero de 2016 en la región 1. Dentro de una compilación con la novena temporada completa, se publicó el 7 de marzo de 2016 en la región 2, y el 5 de abril de 2016 en la región 1.